# Numero di Lewis
Il numero di Lewis, {\displaystyle \mathrm {Le} }, è un numero adimensionale che esprime il rapporto tra la diffusività termica e la diffusività massica. Viene utilizzato per caratterizzare fenomeni in cui avviene sia scambio termico che di materia. Assume un valore caratteristico per ogni fluido ed è indipendente dalle caratteristiche del moto.
Deve il suo nome a Warren K. Lewis (1882-1975).

## Definizione matematica
Il numero di Lewis è definito da:
{\displaystyle \mathrm {Le} ={\frac {a}{D}}={\frac {\lambda }{\rho c_{p}D}}}
dove, utilizzando le unità di misura del Sistema internazionale:
- {\displaystyle a} è la diffusività termica, {\displaystyle \left[\mathrm {m} ^{2}\,\mathrm {s} ^{-1}\right]};
- {\displaystyle D} è la diffusività massica, {\displaystyle \left[\mathrm {m} ^{2}\,\mathrm {s} ^{-1}\right]};
- {\displaystyle \lambda } è la conducibilità termica, {\displaystyle \left[\mathrm {W} \,\mathrm {m} ^{-1}\mathrm {K} ^{-1}\right]};
- {\displaystyle \rho } è la densità, {\displaystyle \left[\mathrm {kg} \,\mathrm {m} ^{-3}\right]};
- {\displaystyle c_{p}} è la capacità termica specifica a pressione costante, {\displaystyle \left[\mathrm {J} \,\mathrm {kg} ^{-1}\mathrm {K} ^{-1}\right]}.

## Correlazione con altri numeri adimensionali
Il numero di Lewis è dato anche dal rapporto tra il numero di Schmidt e numero di Prandtl:
{\displaystyle \mathrm {Le} ={\frac {\mathrm {Sc} }{\mathrm {Pr} }}}

## Interpretazione fisica
Il numero di Lewis di equilibrio (quando la densità di corrente di materia si annulla) vale:
{\displaystyle \mathrm {Sr} ({\bar {j}}_{m}={\bar {0}})=-{\frac {1}{c(1-c)}}{\frac {\nabla c}{\nabla T}}}

## Applicazioni
Compare insieme al numero di Schmidt adimensionalizzando la legge di Soret:
{\displaystyle {\bar {j}}_{m}=-\rho d_{m}\,(\nabla c+\mathrm {Sr} \,c\,(1-c)\,\nabla T)}
{\displaystyle {\bar {j}}_{m}^{*}=-Sc\,(\nabla ^{*}c^{*}+\mathrm {Sr} \,c^{*}\,(1-c^{*})\,\nabla ^{*}T^{*})}
È anche utilizzato nello studio della combustione, nello studio della catalisi (specie nella descrizione dei regimi) e per ricavare la temperatura di bulbo umido.